# Ventas de Huelma
Ventas de Huelma è un comune spagnolo di 653 abitanti situato nella comunità autonoma dell'Andalusia.